# Attraction aquatique
Une attraction aquatique est une attraction qui utilise, comme son nom l'indique, l'élément de l'eau. C'est la définition la plus simple qu'on puisse en faire mais il est cependant possible de faire quelques nuances parmi cette grande famille d'attractions.
On peut trouver ces attractions aussi bien dans des parcs aquatiques que dans des parcs d'attractions voire dans de grandes fêtes foraines pour certains modèles.

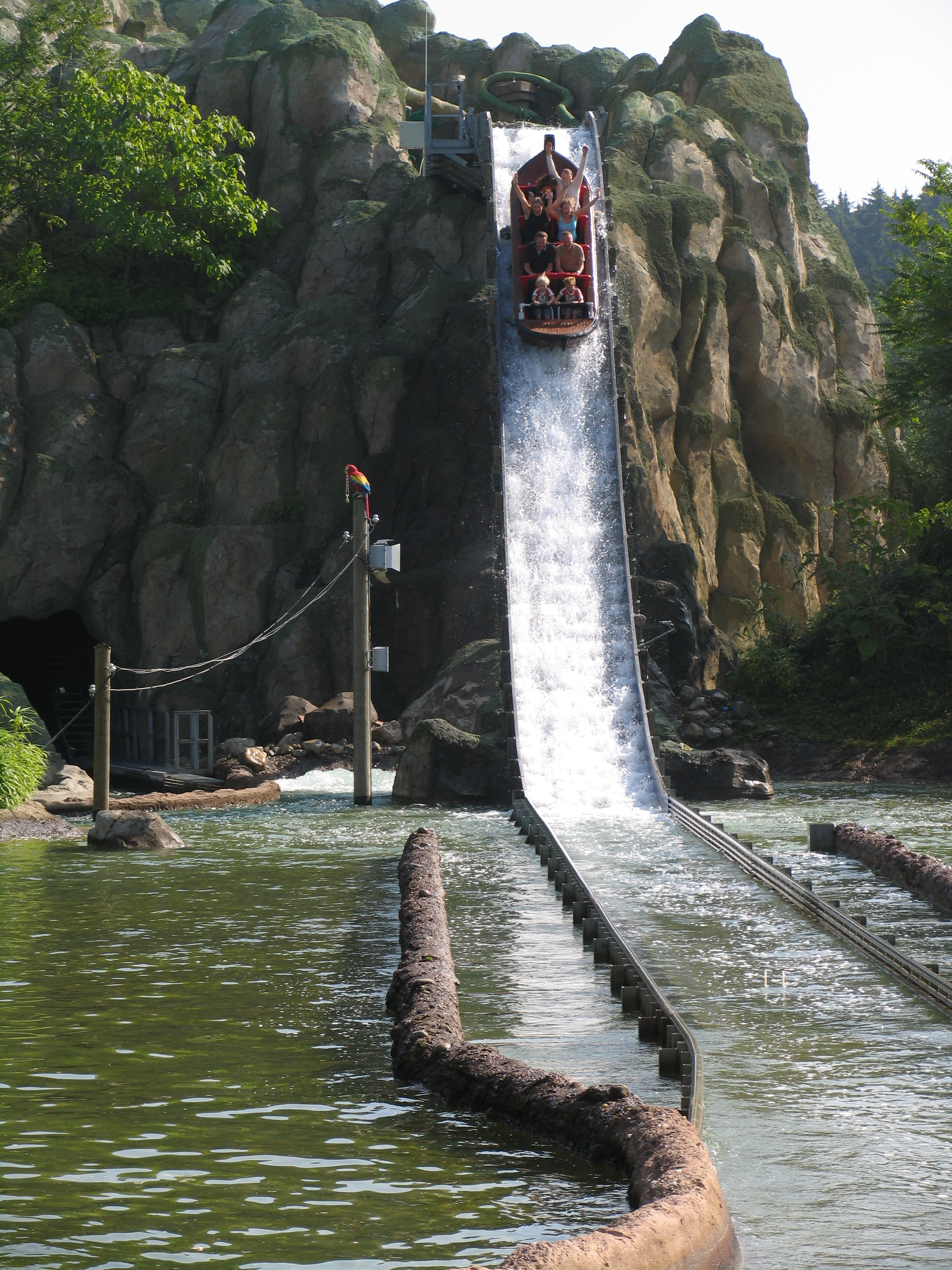
Bûches de Legoland Deutschland

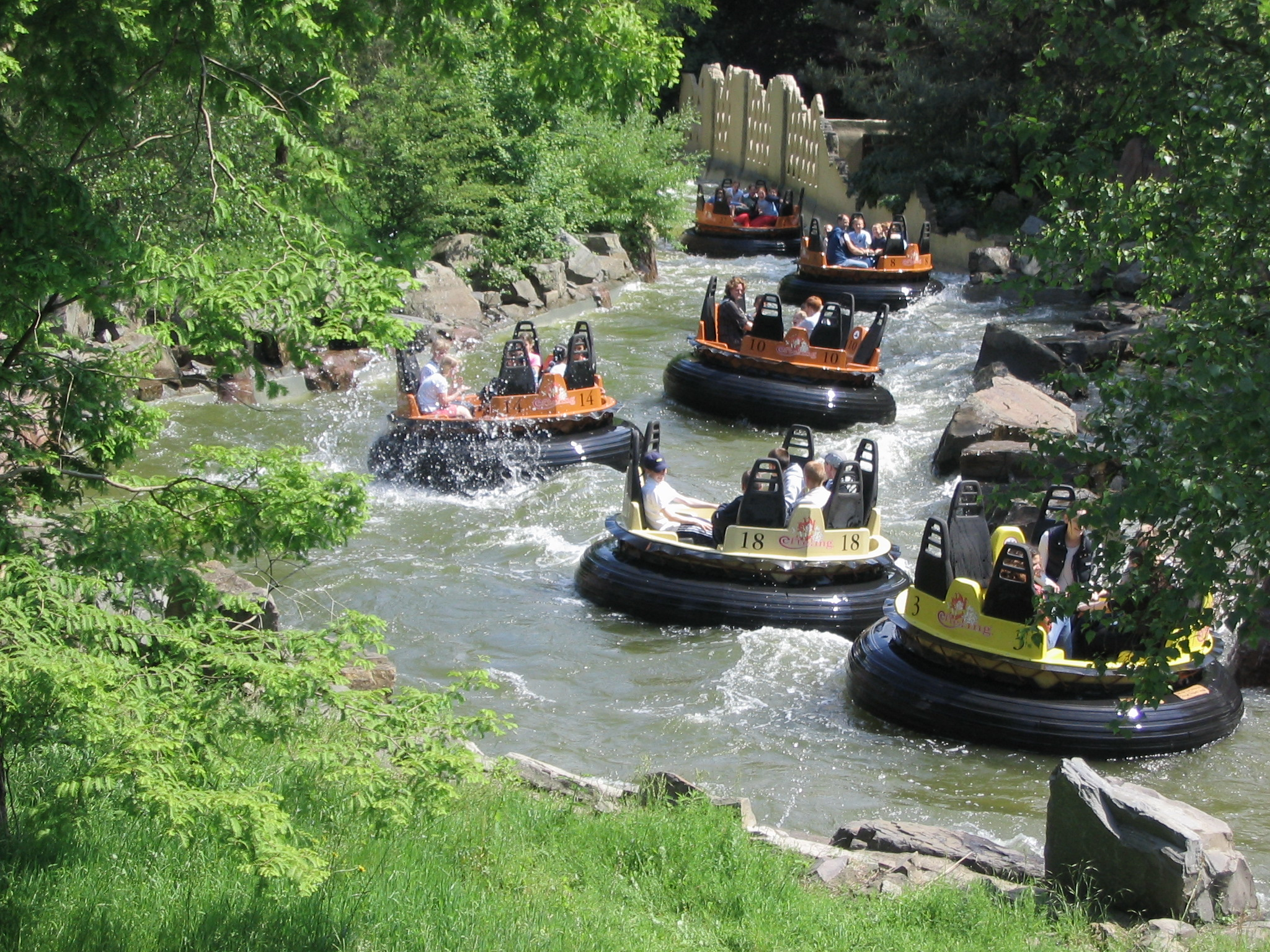
Les bouées du Piraña à Efteling aux Pays-Bas

## Les attractions au sec
- Balades en bateau tel les Tow boat ride, Round Boat Ride
- Croisière scénique tel les Old Mill, River Cave ou Tunnel of love
- Voyage sous-marin (voir 20,000 Leagues Under the Sea, Submarine Voyage et Finding Nemo Submarine Voyage)

## Les attractions qui mouillent
- AquaTrax
- Bûches
- Rivière rapide en bouée tels les Rapids Ride, Spinning Raft
- Montagnes russes aquatiques
- Nautic Jet
- Shoot the Chute tels les Super Splash, Mega Splash, Spillwater, Hyper Splash

## Les attractions interactives
- Autos tamponneuses aquatiques
- Splash Battle

## Autres
- Aires de jeux aquatiques
- FlowRider
- Labyrinthe aquatique
- Lazy river
- Toboggan aquatique